# Национальный стадион Аваруа
Национальный стадион Аваруа, также стадион Тереора (англ. Avarua Tereora Stadium) — многофункциональный стадион, расположенный в городе Аваруа на Островах Кука.
Стадион используется для проведения соревнований по лёгкой атлетике и командным видам спорта; в частности, тут играют национальные сборные Островов Кука по регби, регбилиг и футболу. Также он оснащён шестиполосной беговой дорожкой.

## История
Стадион был построен в 1985 году к Тихоокеанскому кубку по регбилигу, которые Острова Кука приняли в 1986 году. Самый крупный спортивный объект Островов Кука.
В 2009 году стадион был реконструирован в связи с Тихоокеанскими мини-играми; в частности, была отремонтирована беговая дорожка за 1,2 миллиона долларов. В 2014 году на стадионе Аваруа проходил чемпионат Океании по лёгкой атлетике.